# 김갑
김갑(金甲, 1889년 ~ 1933년)은 대한민국의 독립운동가이다. 경상남도 동래(東萊) 사람이다.

## 생애
1919년 3·1독립운동 당시 경남지역의 연락책임자로 활약하다가 일경에게 쫓기어 중국 북경으로 망명하였다.

### 임시정부 생활
4월 23일 대한민국 임시의정원(大韓民國臨時議政院) 경상도 대표위원(慶尙道代表委員) 및 군무위원회 이사(軍務委員會理事), 대한민국 임시정부 국무원 차장(國務院次長), 교통부위원(交通部委員) 등으로 초기 임시정부에 공헌하였다. 1921년 5월 북경에서 개최된 군사통일회(軍事統一會) 발기인 중 한 사람으로 국내노동당(國內勞動黨) 대표로 참석하여 대한민국 임시정부에 대하여 임시의정원을 취소하고 국민대표회의(國民代表會議)로 대체할 것을 요구하였다. 또한 조선공화정부(朝鮮共和政府)를 수립하여 이상룡(李相龍)을 대통령으로 추대하고 재무총장(財務總長)이 되었다. 동년 10월 이승만(李承晩), 정한경(鄭翰景) 등이 미국정부에 제출한 위임통치청원서(委任統治請願書)가 무효임을 주장하고 통박하였으며, 1923년 6월 3일 국민대표회의(國民代表會議) 임정 옹호파가 되어 창조파(創造派 : 反臨時政府派)인 신숙(申肅), 윤해(尹海) 등의 국민대표회의(國民代表會議) 명의도용에 대하여 13도 총간부의 이름으로 성토, 규탄하였다. 이어 1924년 12월 박은식(朴殷植) 국무총리의 조각(組閣)에 참여하여 노동총판(勞動總辦)으로 임명되었으며, 1926년 2월 14일 김구(金九) 국무령(國務領)의 추천에 따라 국무원(國務員)에 임명되었고, 1927년 1월 15일 대한민국 임시정부 의정원 의원으로서 새로운 임정 약헌기초위원(林政約憲起草委員)에 피선되었다. 동년 2월 23일 상해인성소학교(上海仁成小學校) 진급식에서 축사를 통해 독립정신을 고취하였다. 1928년 7월 임시정부 이동녕(李東寧) 주석(主席) 재직 시 재무부장(財務部長)에 임명되었고, 1930년 3월 이동녕, 김구를 따라 한국국민당(韓國國民黨)을 창당하고, 특사를 국내외로 밀파하여 취지 선전과 연락을 도모하였다.

### 최후
1933년 3월 14일 상해(上海) 프랑스 조계(佛租界) 김신부로(金神父路) 광제의원(廣濟醫院)에서 사망하였다.

## 사후
- 대한민국 정부는 고인의 공훈을 기리어 1986년 건국훈장 독립장을 추서하였다.

## 이력
- 동래동명학교(東明學校) 졸업
- 1924년 12월 16일 박은식 내각의 내무부 노동국 총판에 임명되었다.[1]
- 1926년 12월 임시정부 국무위원
- 1927년 3월 임시정부 국무위원

## 같이 보기
- 대한민국 임시정부
- 박은식
- 이유필
- 김구
- 이규홍
- 이시영
- 오영선
- 안창호

## 참고자료
- 국가보훈처 독립유공자 공훈록